# Mount Hope n.º 279
Mount Hope n.º 279 es un municipio rural canadiense situado en la provincia de Saskatchewan.

## Superficie
Mount Hope n.º 279 tiene una superficie de 1624,57 km².

## Demografía
En 2021, tenía 531 habitantes, una densidad poblacional de 0,3 hab./km², y 242 viviendas.